# Cuống hoa

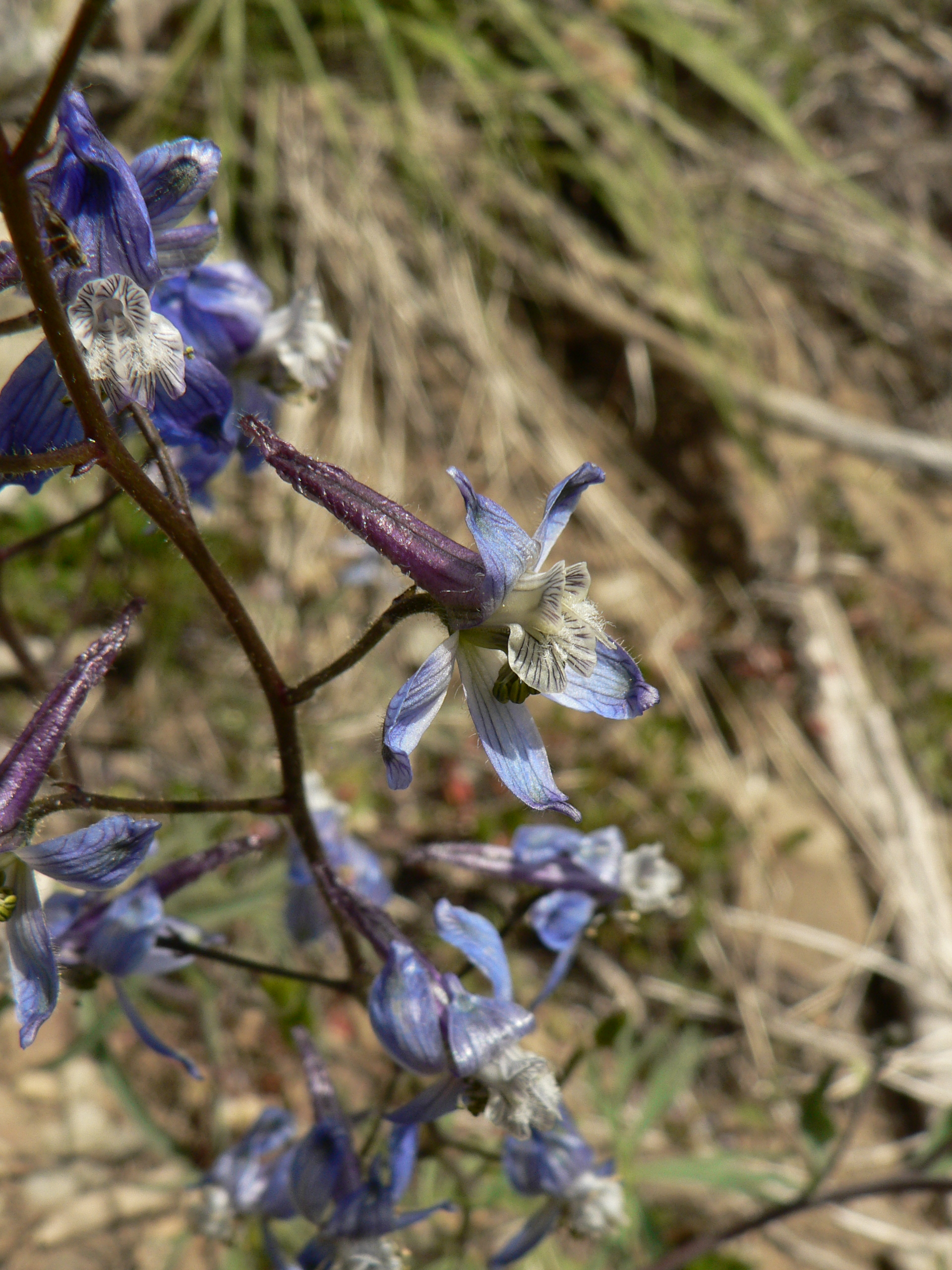
Cụm hoa của loài Delphinium nuttallianum. Mỗi hoa được giữ bởi một cuống dài từ 1 đến vài cm.

Trong thực vật học, cuống hoa (tiếng Anhː pedicel) là đoạn thân cây gắn duy nhất một hoa đơn vào cụm hoa. Trong tiếng Anh, những cụm hoa có cấu trúc này được mô tả là pedicellate (tạm dịchː có cuống).

## Hình thái
Cuống hoa là cấu trúc kết nối một hoa đơn duy nhất với cụm hoa của nó. Nếu cụm hoa không tồn tại cấu trúc này thì hoa được gọi là không cuống. Từ "pedicel" bắt nguồn từ tiếng Latin pediculus, có nghĩa là "bàn chân nhỏ". Một cuống hoa có thể liên kết với một hoặc nhiều lá bắc.
Thân chính của cụm hoa mang một nhóm cuống hoa được gọi là trục cụm hoa (tiếng Anhː peduncle). Tuy nhiên, từ "cuống hoa" cũng có lúc được dùng dịch cho từ peduncle dù không chính xác.

Sơ đồ các bộ phận của hoa

## Ứng dụng trong trồng trọt
Ở các loại cây bí ngô hoặc bí ngòi Halloween, hình dạng của cuống hoa được đặc biệt chú ý vì những người lai tạo thực vật cố gắng tối ưu hóa kích thước và hình dạng của cuống để tạo ra "nắp" tốt nhất cho "đèn lồng bí ngô".

## Thư viện ảnh

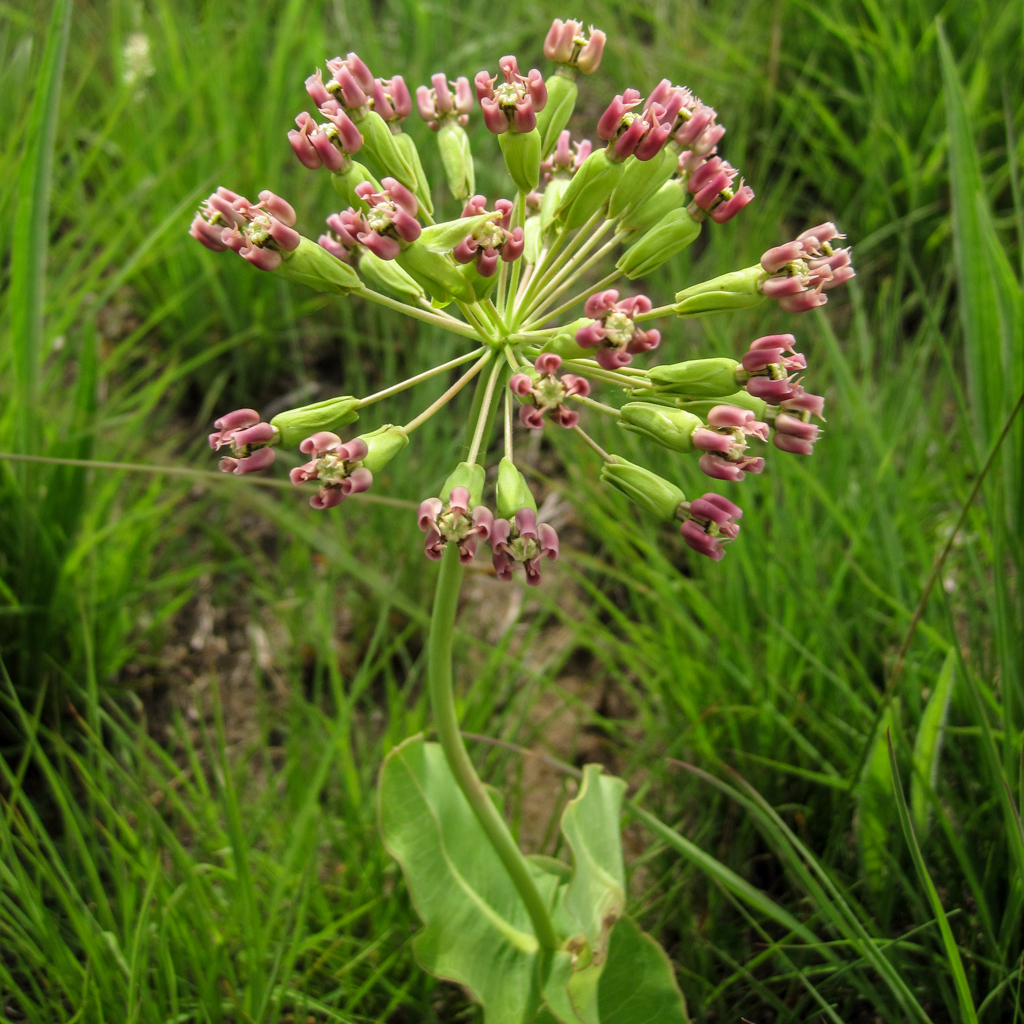
Trục cụm hoa đơn của loài Asclepias amplexicaulis có nhiều cuống hoa
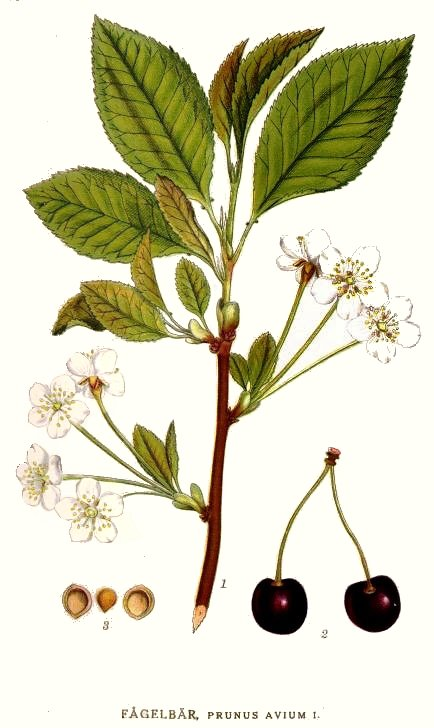
Cuống hoa và quả anh đào
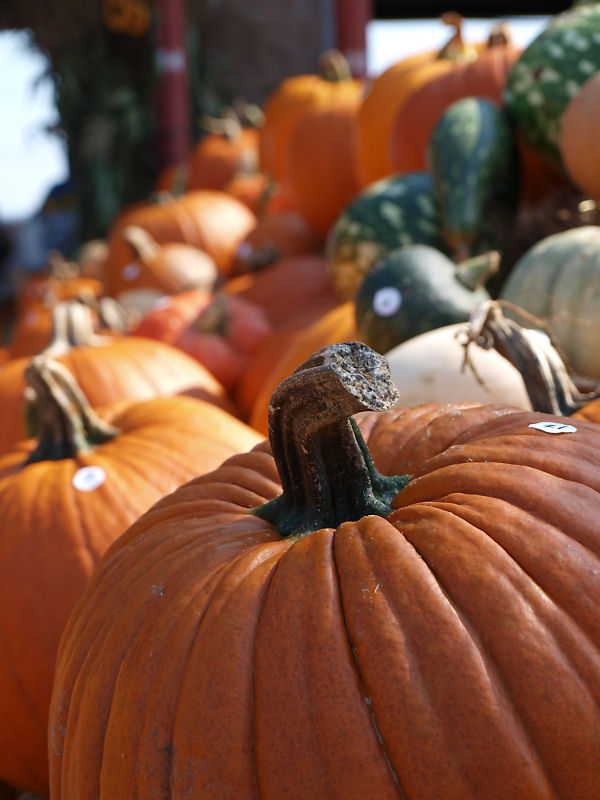
Cuống quả bí ngô (vốn phát triển từ cuống hoa)